# Сантана, Элдер
Элдер Сантана Консейсан (порт.-браз. Élder Santana Conceição; род. 7 апреля 1993, Вера-Крус, Сан-Паулу) — бразильский футболист, нападающий казахстанского клуба «Кайрат».

## Карьера
1 июля 2019 года перешёл в португальский клуб «Санжуаненсе».
1 июля 2021 года подписал контракт с клубом «Жил Висенте». 12 сентября 2021 года в матче против клуба «Визела» дебютировал в португальской Примейра-лиге.
10 февраля 2023 года стал игроком казахстанского клуба «Актобе».

## Достижения
«Атлетико Минейро»
- Обладатель кубка Либертадорес: 2013
- Чемпион штата Минас-Жерайс: 2017

«Актобе»
- Бронзовый призёр Чемпионата Казахстана: 2023

«Кайрат»
- Чемпион Казахстана: 2024

## Клубная статистика
| Игровая карьера | Игровая карьера | Игровая карьера | Лига | Лига | Кубки | Кубки | Межд. | Межд. | Др. | Др. |
| --------------- | --------------- | --------------- | ---- | ---- | ----- | ----- | ----- | ----- | --- | --- |
| 2019/20         | Санжуаненсе     | Г               | 23   | 8    | 1     | 0     | —     | —     | —   | —   |
| 2020/21         | Санжуаненсе     | Г               | 22   | 8    | 1     | 0     | —     | —     | —   | —   |
| 2021/22         | Жил Висенте     | А               | 21   | 2    | 2     | 0     | —     | —     | —   | —   |
| 2022/23         | Жил Висенте     | А               | 5    | 0    | 1     | 0     | 2     | 0     | —   | —   |
| 2023            | Актобе          | А               | 26   | 4    | 2     | 1     | 4     | 1     | —   | —   |
| 2024            | Кайрат          | А               | 23   | 2    | 6     | 2     | —     | —     | —   | —   |
| 2025            | Кайрат          | А               | 1    | 0    | 1     | 1     | —     | —     | —   | —   |